# Bassel Jradi
Bassel Zakaria Jradi, más conocido como Bassel Jradi, (Copenhague, 6 de julio de 1993) es un futbolista danés-libanés que juega de centrocampista en el Bangkok United F. C. de la Liga de Tailandia. Es internacional con la selección de fútbol de Líbano.

## Selcción nacional
Jradi fue internacional sub-16, sub-17, sub-18, sub-19, sub-20 y sub-21 con la selección de fútbol de Dinamarca, sin embargo, para la selección absoluta decidió ir con la selección de fútbol de Líbano, con la que debutó el 26 de agosto de 2015, en un amistoso frente la selección de fútbol de Irak.
En 2019 fue convocado para la Copa Asiática 2019, de la que fue expulsado poco después por desavenencias con el seleccionador del Líbano.

### Goles internacionales
| N.º | Fecha                | Estadio                              | Rival | Gol | Resultado | Competición |
| --- | -------------------- | ------------------------------------ | ----- | --- | --------- | ----------- |
| 1   | 26 de agosto de 2015 | Estadio Rafic Hariri, Beirut, Líbano | Irak  | 2-1 | 2-3       | Amistoso    |

## Clubes
| Club                   | País      | Año       |
| ---------------------- | --------- | --------- |
| B93                    | Dinamarca | 2011-2012 |
| Akademisk Boldklub     | Dinamarca | 2012-2013 |
| F. C. Nordsjælland     | Dinamarca | 2013-2014 |
| Strømsgodset IF        | Noruega   | 2014-2018 |
| Lillestrøm SK (cedido) | Noruega   | 2016      |
| H. N. K. Hajduk Split  | Croacia   | 2018-2021 |
| Apollon Limassol       | Chipre    | 2021-2023 |
| Bangkok United F. C.   | Tailandia | 2023-     |

## Palmarés

### Títulos nacionales
| Título                     | Club             | País   | Año  |
| -------------------------- | ---------------- | ------ | ---- |
| Primera División de Chipre | Apollon Limassol | Chipre | 2022 |
| Supercopa de Chipre        | Apollon Limassol | Chipre | 2022 |